# Lluís Pujol
Lluís Pujol Codina (Castellvell i Vilar, 25 mei 1947) is een Spaans voormalig voetballer. Hij speelde als aanvaller.
Pujol begon zijn loopbaan in 1965 bij FC Barcelona. In zijn eerste seizoen won hij de Jaarbeursstedenbeker. Met drie doelpunten in de finale tegen Real Zaragoza had Pujol een belangrijk aandeel in de 4-2-overwinning. In 1975 vertrok Pujol bij FC Barcelona, waarna hij nog speelde bij CE Sabadell, CD Castellón en UE Sant Andreu. Pujol speelde tevens één interland voor het Spaans nationaal elftal. De aanvaller speelde op 15 oktober 1969 tegen Finland zijn enige interland.